# 괴크한 퇴레
괴크한 퇴레(튀르키예어: Gökhan Töre, 1992년 1월 20일 ~ )는 터키의 축구 선수로서, 포지션은 공격형 미드필더 및 윙어이다. 현재 앙카라귀쥐 소속으로 활약하고 있다.

## 축구인 경력

### 선수 경력
11살의 어린 나이에 레버쿠젠의 유소년 팀에서 교육을 받기 시작한 퇴레는 2009년 잠재력을 알아본 첼시의 유소년 팀으로 소속을 옮기게 되었다.
2011년 함부르거 SV와 성인 계약을 체결하며 프로 무대에 처음 모습을 드러내었고 2011-12 시즌 DFB-포칼 1라운드에 출전하며 데뷔전을 치렀다. 2011년 8월 26일 보루시아 도르트문트와의 시즌 개막전 경기에 선발 출전하여 리그 데뷔 경기를 치렀다.